# Corridor 13
Corridor 13 ist eine Siedlung im Wahlkreis Aminuis in der Region Omaheke im Osten Namibias. Die Siedlung hat etwa 1200 Einwohner. Corridor 13 liegt etwa 210 Kilometer südöstlich der Regionalhauptstadt Gobabis.
Corridor 13 verfügt über eine Polizeistation, Grundschule, Klinik und Postamt sowie Tankstelle und einige Kirchen.
Es ist Sitz der traditionellen Verwaltung der Bakgalagadi unter Hubert Ditshabue (seit 1992).